# Хокей на траві на літніх Олімпійських іграх 2004
Змагання з хокею на траві на літніх Олімпійських іграх 2004 в Афінах тривали з 14 по 27 серпня в Олімпійському хокейному центрі. Розіграно 2 комплекти нагород: серед жіночих і чоловічих збірних. У турнірі взяли участь 12 чоловічих і 10 жіночих збірних. У кожному з цих турнірів команди поділили на дві групи: два перші місця з кожної групи потрапляли до півфіналів.

## Чоловічий турнір

### Попередній раунд

#### Група A
| Поз | Команда         | І | В | Н | П | ГЗ | ГП | РГ  | О  | Кваліфікація               |
| --- | --------------- | - | - | - | - | -- | -- | --- | -- | -------------------------- |
| 1   | Іспанія         | 5 | 3 | 2 | 0 | 14 | 3  | +11 | 11 | Півфінали                  |
| 2   | Німеччина       | 5 | 3 | 2 | 0 | 15 | 6  | +9  | 11 | Півфінали                  |
| 3   | Пакистан        | 5 | 3 | 0 | 2 | 19 | 8  | +11 | 9  | Півфінали за 5–8-ме місця  |
| 4   | Південна Корея  | 5 | 2 | 2 | 1 | 17 | 8  | +9  | 8  | Півфінали за 5–8-ме місця  |
| 5   | Велика Британія | 5 | 1 | 0 | 4 | 9  | 21 | −12 | 3  | Півфінали за 9–12-те місця |
| 6   | Єгипет          | 5 | 0 | 0 | 5 | 2  | 30 | −28 | 0  | Півфінали за 9–12-те місця |

#### Група B
| Поз | Команда       | І | В | Н | П | ГЗ | ГП | РГ | О  | Кваліфікація               |
| --- | ------------- | - | - | - | - | -- | -- | -- | -- | -------------------------- |
| 1   | Нідерланди    | 5 | 5 | 0 | 0 | 16 | 9  | +7 | 15 | Півфінали                  |
| 2   | Австралія     | 5 | 3 | 1 | 1 | 14 | 10 | +4 | 10 | Півфінали                  |
| 3   | Нова Зеландія | 5 | 3 | 0 | 2 | 13 | 11 | +2 | 9  | Півфінали за 5–8-ме місця  |
| 4   | Індія         | 5 | 1 | 1 | 3 | 11 | 13 | −2 | 4  | Півфінали за 5–8-ме місця  |
| 5   | ПАР           | 5 | 1 | 0 | 4 | 9  | 15 | −6 | 3  | Півфінали за 9–12-те місця |
| 6   | Аргентина     | 5 | 0 | 2 | 3 | 8  | 13 | −5 | 2  | Півфінали за 9–12-те місця |

### Медальний раунд
|  | Півфінали  | Півфінали          |   |                    | Фінал               | Фінал |  |
|  |            |                    |   |                    |                     |       |  |
|  | 25 серпня  |                    |   |                    |                     |       |  |
|  | Нідерланди | 3                  |   |                    |                     |       |  |
|  | Німеччина  | 2                  |   |                    |                     |       |  |
|  |            |                    |   |                    |                     |       |  |
|  |            |                    |   |                    | 27 серпня           |       |  |
|  |            |                    |   |                    | Нідерланди          | 1     |  |
|  |            | Австралія (п.д.ч.) | 2 |                    |                     |       |  |
|  |            |                    |   |                    |                     |       |  |
|  |            |                    |   |                    |                     |       |  |
|  |            |                    |   |                    | Матч за третє місце |       |  |
|  | 25 серпня  | 25 серпня          |   | 27 серпня          | 27 серпня           |       |  |
|  | Іспанія    | 3                  |   | Німеччина (п.д.ч.) | 4                   |       |  |
|  | Австралія  | 6                  |   |                    | Іспанія             | 3     |  |

### Підсумкове положення
1. Австралія
2. Нідерланди
3. Німеччина
4. Іспанія
5. Пакистан
6. Нова Зеландія
7. Індія
8. Південна Корея
9. Велика Британія
10. ПАР
11. Аргентина
12. Єгипет

## Жіночий турнір

### Попередній раунд

#### Група A
| Поз | Команда       | І | В | Н | П | ГЗ | ГП | РГ | О  | Кваліфікація |
| --- | ------------- | - | - | - | - | -- | -- | -- | -- | ------------ |
| 1   | КНР           | 4 | 4 | 0 | 0 | 11 | 2  | +9 | 12 | Півфінали    |
| 2   | Аргентина     | 4 | 3 | 0 | 1 | 12 | 4  | +8 | 9  | Півфінали    |
| 3   | Японія        | 4 | 2 | 0 | 2 | 5  | 7  | −2 | 6  |              |
| 4   | Нова Зеландія | 4 | 1 | 0 | 3 | 3  | 9  | −6 | 3  |              |
| 5   | Іспанія       | 4 | 0 | 0 | 4 | 3  | 12 | −9 | 0  |              |

#### Група B
| Поз | Команда        | І | В | Н | П | ГЗ | ГП | РГ | О  | Кваліфікація |
| --- | -------------- | - | - | - | - | -- | -- | -- | -- | ------------ |
| 1   | Нідерланди     | 4 | 4 | 0 | 0 | 14 | 5  | +9 | 12 | Півфінали    |
| 2   | Німеччина      | 4 | 2 | 0 | 2 | 6  | 10 | −4 | 6  | Півфінали    |
| 3   | Південна Корея | 4 | 1 | 1 | 2 | 9  | 8  | +1 | 4  |              |
| 4   | Австралія      | 4 | 1 | 1 | 2 | 6  | 5  | +1 | 4  |              |
| 5   | ПАР            | 4 | 1 | 0 | 3 | 5  | 12 | −7 | 3  |              |

### Медальний раунд
|  | Півфінали         | Півфінали |   |           | Фінал                   | Фінал |  |
|  |                   |           |   |           |                         |       |  |
|  | 24 серпня         |           |   |           |                         |       |  |
|  | Нідерланди (pen.) | 2 (4)     |   |           |                         |       |  |
|  | Аргентина         | 2 (2)     |   |           |                         |       |  |
|  |                   |           |   |           |                         |       |  |
|  |                   |           |   |           | 26 серпня               |       |  |
|  |                   |           |   |           | Нідерланди              | 1     |  |
|  |                   | Німеччина | 2 |           |                         |       |  |
|  |                   |           |   |           |                         |       |  |
|  |                   |           |   |           |                         |       |  |
|  |                   |           |   |           | Матч за бронзову медаль |       |  |
|  | 24 серпня         | 24 серпня |   | 26 серпня | 26 серпня               |       |  |
|  | КНР               | 0 (3)     |   | Аргентина | 1                       |       |  |
|  | Німеччина (pen.)  | 0 (4)     |   |           | КНР                     | 0     |  |

### Підсумкове положення
1. Німеччина
2. Нідерланди
3. Аргентина
4. КНР
5. Австралія
6. Нова Зеландія
7. Південна Корея
8. Японія
9. ПАР
10. Іспанія

## Медальний залік

### Таблиця медалей
| Місце              | Країна             | Золото | Срібло | Бронза | Загалом |
| ------------------ | ------------------ | ------ | ------ | ------ | ------- |
| 1                  | Німеччина (GER)    | 1      | 0      | 1      | 2       |
| 2                  | Австралія (AUS)    | 1      | 0      | 0      | 1       |
| 3                  | Нідерланди (NED)   | 0      | 2      | 0      | 2       |
| 4                  | Аргентина (ARG)    | 0      | 0      | 1      | 1       |
| Загалом (4 збірні) | Загалом (4 збірні) | 2      | 2      | 2      | 6       |

### Медалісти
| Дисципліна | Золото | Срібло | Бронза |
| ---------- | --- | --- | --- |
| Чоловіки   | Австралія (AUS) Майкл Бреннан Тревіс Брукс Дін Батлер Ліам де Янг Джеймі Дваєр Нейтан Еґлінґтон Трой Елдер Беван Джордж Роберт Гаммонд Марк Гікмен Марк Ноулз Брент Лівермор Майкл Мак-Канн Стівен Моулам Ґрант Шуберт Меттью Веллс          | Нідерланди (NED) Маттейс Браувер Роналд Браувер Єрун Делме Тен де Ноєр ґерт-Ян Дерікс Роб Дерікс Мартен Ейкелбом Флоріс Еверс Ерік Язет Карел Клавер Єссе Магіу Роб Реккерс Таке Такема Сандер ван дер Вейде Клас Верінґ Ґюс Воґелс                                      | Німеччина (GER) Клеменс Арнольд Крістоф Бехманн Себастьян Бідерлак Філіпп Кроне Айке Дуквіц Крістоф Аймер Б'єрн Еммерлінґ Флоріан Кунц Б'єрн Міхель Саша Райнельт Юстус Шаровскі Крістіан Шульте Тімо Вес Тібор Вайсенборн Маттіас Віттгаус Крістоф Целлер                         |
| Жінки      | Німеччина (GER) Тіна Бахманн Кароліне Казаретто Надіне Ернстінґ-Крінке Франціска Ґуде Манді Газе Наташа Келлер Денізе Клекер Анке Кюн Бадрі Латіф Гайке Лецш Соня Леманн Зільке Мюллер Фанні Рінне Маріон Родевальд Луїза Вальтер Юлія Цвель | Нідерланди (NED) Мінке Боей Аґет Бомґардт Шантал де Брейн Лісанне де Рувер Мейнтьє Доннерс Сілвія Каррес Фатіма Морейра де Мелу Ефке Мулдер Мартьє Схепстра Яннеке Схопман Кларінда Сінніґе Мінке Смаберс Їске Снукс Маша ван дер Варт Мік ван Ґенгейзен Ліве ван Кессел | Аргентина (ARG) Паола Вукоїчич Сесілія Роньйоні Маріне Руссо Аєлен Степнік Марія де ла Пас Ернандес Мерседес Маргалот Ваніна Онето Соледад Гарсія Маріана Гонсалес Алехандра Гулья Лусьяна Аймар Клаудія Буркарт Маріна ді Джакомо Магдалена Айсега Маріела Антоніска Інес Аррондо |